# I-20
I-20（アイ・トゥウェンティ）とは、アメリカ合衆国のラッパーである。本名はボビー・サンディマニー（Bobby Sandimanie）。
2000年にリリースされたリュダクリスのメジャーデビューアルバム『Back for the First Time』にも参加するなど、リュダクリスとは長い付き合いをしており、自身も2004年にアルバム『Self Explanatory』でデビューしている。

## ディスコグラフィー

### アルバム
- Self Explanatory (2004年)

### ミックステープ
- Interstate Trafficking (with DJ Noize ) (2011年)
- 20/20 Vision (with DJ Kurupt) (2011年)
- The Grey Area (with DJ Bobby Black) (2011年)
- Celebrity Rehab (2012年)
- Celebrity Rehab 2 (2012年)
- The Amphetamine Manifesto: Part One (2013年)